# Minari
Minari (în coreeană 미나리=; literalmente țelină de apă) este un film dramatic american din 2020, scris și regizat de Lee Isaac Chung. Îi are în distribuție pe Steven Yeun, Han Ye-ri, Alan Kim, Noel Kate Cho, Youn Yuh-jung și Will Patton. O abordare semi-autobiografică a copilăriei lui Chung, intriga sa urmărește o familie de imigranți sud-coreeni care se mută în Arkansas-ul rural, în anii 1980.
Minari a avut premiera mondială la Festivalul de Film Sundance 2020 pe 26 ianuarie 2020, câștigând atât Marele Premiu al Juriului pentru Dramă din SUA, cât și Premiul Publicului pentru Dramă din SUA. A avut o lansare virtuală de o săptămână pe 11 decembrie 2020 și a fost lansat în cinematografe și prin intermediul cinematografelor virtuale pe 12 februarie 2021, de către A24.
Filmul a fost aclamat de critici, cu laude pentru regia și scenariul lui Chung, performanțele lui Yeun și Youn, precum și pentru coloana sonoră. Mulți l-au numit unul dintre cele mai bune filme ale anului 2020. A obținut șase nominalizări la cea de-a 93-a ediție a Premiilor Oscar: cel mai bun film, cel mai bun regizor, cea mai bună coloană sonoră originală, cel mai bun scenariu original, cel mai bun actor (Yeun) și cea mai bună actriță în rol secundar (Youn), Youn câștigând premiul pentru interpretarea sa, devenind prima coreeană care a câștigat un premiu Oscar pentru actorie. De asemenea, a câștigat Globul de Aur pentru cel mai bun film străin, a fost nominalizat la Premiul Screen Actors Guild pentru performanță remarcabilă într-un film și a obținut șase nominalizări la cea de-a 74-a ediție a Premiilor Academiei Britanice de Film, inclusiv pentru cel mai bun film în limba engleză. De atunci, a fost citat drept unul dintre cele mai bune filme ale anilor 2020 și ale secolului XXI.

## Rezumat
În 1983, familia de imigranți sud-coreeni Yi se mută din California pe o parcelă de pământ din Arkansas, unde tatăl, Jacob, crede că solul este fertil și speră să cultive produse coreene pentru a le vinde vânzătorilor din Dallas. Una dintre primele sale decizii este să refuze serviciile unui ghicitor de apă; sapă o fântână într-un loc pe care și-l alege singur. Îl cere ajutorul lui Paul, un veteran excentric al Războiului din Coreea. Jacob este optimist, dar soția sa, Monica, este dezamăgită de rulotă și de distanța față de facilitățile urbane, în special de un spital pentru fiul lor David, care are o afecțiune cardiacă. Ei monitorizează murmurele cardiace ale lui David și îi spun frecvent să nu alerge. Cuplul lucrează la determinarea sexului puilor la un incubator din apropiere și se ceartă frecvent în timp ce David și sora sa, Anne, trag cu urechea.
Pentru a-i supraveghea pe copii în timpul zilei, mama Monicăi, Soon-ja, călătorește din Coreea de Sud pentru a locui cu ei. Forțat să împartă o cameră cu ea, David o evită pentru că ea nu se potrivește cu ideea lui de bunică. Totuși, Soon-ja încearcă să formeze o legătură cu copii și să se adapteze la viața din Statele Unite. Fântâna săpată de Jacob seacă. El este nevoit să plătească pentru apa de la stat și în cele din urmă rămân fără apă curentă în casă. Se confruntă cu dificultăți suplimentare când vânzătorul din Dallas anulează o comandă pentru produsele lor în ultimul moment. El perseverează în ciuda dorinței Monicăi de a se întoarce în California, punând sub presiune căsnicia lor.
Soon-ja îl duce pe David să planteze semințe de minari lângă pârâu. Ea îi spune cât de rezistentă și utilă este planta și prezice o creștere abundentă. David începe în sfârșit să o placă după ce ea îl învață hwatu, îi bandajează rănile și îi alină temerile legate de afecțiunea cardiacă. Soon-ja îl încurajează, de asemenea, să facă mai multă activitate fizică, spunând că este mai puternic decât cred părinții lui. Soon-ja suferă apoi un accident vascular cerebral peste noapte. Supraviețuiește, dar rămâne cu dificultăți de mișcare și vorbire. Monica se gândește să se mute înapoi în California cu Soon-ja, David mergând cu ei dacă sănătatea lui nu se îmbunătățește.
Soon-ja este lăsată acasă în timp ce familia se îndreaptă spre Oklahoma City pentru programarea lui David la cardiolog și pentru a se întâlni cu un vânzător pentru produsele lui Jacob. Află că starea lui David s-a îmbunătățit dramatic și că nu va avea nevoie de operație, iar Jacob face o înțelegere pentru a vinde legume unui băcan coreean. Dar Jacob admite, indirect, de asemenea, în fața Monicăi că succesul recoltelor sale este mai important pentru el decât stabilitatea familiei lor și, după o ceartă emoționantă asupra dezbaterii dacă se pot sprijini reciproc doar în vremuri bune, cei doi sunt de acord să se despartă..
În timpul absenței lor, Soon-ja dă foc accidental hambarului în care se aflau produsele. La sosirea acasă, Jacob se grăbește să salveze recoltele, urmat de Monica. Incendiul scapă de sub control și se salvează reciproc, lăsând hambarul să ardă. Disperată și confuză, Soon-ja se îndepărtează în timp ce Anne și David o strigă să se întoarcă. David aleargă spre ea și îi blochează calea, înainte ca ea să-l ia de mână, iar nepoții ei să o conducă înapoi acasă. În noaptea aceea, familia epuizată doarme împreună pe podea.
Ceva timp mai târziu, ghicitorul îi îndrumă pe Jacob și Monica către un loc unde să sape o nouă fântână, semnificând intenția lor de a rămâne. Jacob și David se îndreaptă spre pârâu pentru a recolta minari-ul crescut cu succes, Jacob observând că Soon-ja a ales un loc bun pentru a-l planta.

## Distribuție
- Steven Yeun – Jacob Yi
- Han Ye-ri – Monica Yi
- Alan Kim – David Yi
- Noel Kate Cho – Anne Yi (Ji-young,[15]] 지영)
- Youn Yuh-jung – Soon-ja (순자)
- Will Patton – Paul
- Scott Haze – Billy
- Jacob Wade – Johnnie
- Skip Schwink – medicul

## Producție

### Dezvoltare
Chung sperase inițial să facă o adaptare a romanului My Ántonia de Willa Cather, dar a aflat că Cather nu dorea să se facă adaptări cinematografice ale operelor sale. A fost inspirat să facă în schimb un film despre copilăria sa.
Chung a scris scenariul pentru Minari în 2018, cu puțin timp înainte de a prelua un post de instructor la Campusul Asia al Universității din Utah, în Songdo, Coreea de Sud. El i-a citat pe Cather și Feodor Dostoievski ca surse de inspirație în timpul procesului de scriere, amintindu-și că primul a spus că „viața ei a început cu adevărat când a încetat să mai admire și a început să-și amintească”. Într-un interviu acordat publicației Los Angeles Times, Chung a vorbit despre provocările întâmpinate în a se inspira din experiențele familiei sale: „A fost foarte dificil, în sensul că știu că părinții mei sunt oameni retrași. Și nici măcar nu le-am spus că fac acest film până când nu am fost în sala de montaj cu el după ce l-am filmat, pentru că eram atât de speriat de ceea ce vor spune”.
Chung a scris scenariul în engleză. Unele dialoguri au fost traduse în coreeană colocvială de Hong Yeo-ul, în consultare cu Chung și actorii; Han și Youn au ajutat la eforturile de traducere.
La începutul anului 2019, Christina Oh și Plan B Entertainment au semnat ca producători ai filmului. Oh a angajat ulterior A24 pentru a-l distribui.

### Atribuirea rolurilor
În iulie 2019 s-a anunțat că Steven Yeun, Han Ye-ri, Youn Yuh-jung, Will Patton și Scott Haze s-au alăturat distribuției filmului.
Inițial, Han a simțit că nu poate participa pentru că trebuia să o filmeze pe Nokdu Flower și a sugerat-o pe Chun Woo-hee ca alternativă, deoarece considera că este important ca o femeie născută în Coreea să o interpreteze pe Monica. Han a spus că, dintre personajele principale, Monica „pare a fi cea mai coreeană”, din cauza dificultăților sale legate de traiul în SUA, și a considerat că este important ca o actriță născută în Coreea de Sud, vorbitoare nativă de coreeană, să preia rolul.

### Filmări
Fotografiile principale au început în iulie 2019 în Tulsa, Oklahoma. Filmările au durat 25 de zile. Pentru a respecta termenul limită pentru Sundance, editorul Harry Yoon a editat filmul pe măsură ce avea loc producția.
You a locuit anterior în SUA și s-a bazat pe această experiență în interpretarea sa. Chung i-a spus să nu o joace pe Soon-ja precum bunica lui Chung, o direcție pe care Youn a salutat-o. Chung a acceptat și sugestiile lui Youn, inclusiv una în care personajul ei își ia banii pe care fiica ei tocmai îi pusese într-o farfurie de colectă la biserică, chiar dacă trecutul religios al lui Chung l-a făcut să ezite în privința acestei idei. Potrivit lui Youn, Chung intenționa ca Soon-ja să fie în viață la sfârșitul poveștii. Han a folosit viața propriei mame ca inspirație pentru portretizarea Monicai.

### Muzică
Informații suplimentare: Minari (Original Motion Picture Soundtrack)

### Lansare
Filmul a avut premiera mondială la Festivalul de Film Sundance pe 26 ianuarie 2020. A fost proiectat la alte câteva festivaluri, inclusiv Deauville, Valladolid, Hamptons, Heartland, și Montclair.
Inițial, filmul urma să aibă o lansare limitată pe 11 decembrie 2020, înainte de a se extinde treptat la o lansare pe scară largă pe 12 februarie 2021. Cu toate acestea, lansarea în cinematografe a fost redusă din cauza pandemiei de COVID-19. A fost lansat în anumite cinematografe și cinematografe virtuale timp de o săptămână, pe 11 decembrie 2020. A avut premiera în cinematografe pe 12 februarie, împreună cu proiecții virtuale în cinematografe prin intermediul site-ului A24. A fost lansat ca „video la cerere” (video-on-demand ) pe 26 februarie 2021.
Minari a fost proiectat la cel de-al 28-lea Festival Internațional de Film de la Busan, ca parte a „Expoziției Speciale Coreeano-Americane: Diaspora Coreeană”, pe 5 octombrie 2023.

### Recepție

#### Box office și VOD
La 27 mai 2021, Minari încasase 3,1 milioane de dolari în Statele Unite și Canada și 12,5 milioane de dolari în alte țări, într-un total de 15,5 milioane de dolari la nivel mondial.
IndieWire a raportat că filmul a încasat probabil între 150 și 200.000 de dolari în aproximativ 245 de cinematografe. A ajuns la 193.000 de dolari în primul weekend. A încasat aproximativ 63.000 de dolari în al doilea weekend și 53.000 de dolari în al treilea, pentru un total de 251.000 de dolari. În același weekend, filmul s-a clasat pe locul cinci în topurile de închiriere PVOD ale Apple TV, pe locul șase pe FandangoNow și pe locul opt pe Google Play. A încasat 68.000 de dolari în al patrulea weekend în SUA, precum și 2,2 milioane de dolari în Coreea de Sud și 1 milion de dolari în Australia și Noua Zeelandă, apoi 56.000 de dolari în al cincilea weekend. În weekendul care a urmat cele șase nominalizări la Oscar, filmul a încasat 306.000 de dolari în 786 de cinematografe.

## Aprecieri critice
Interpretările actorilor Steven Yeun și Youn Yuh-jung au fost apreciate de critici, aducându-le nominalizări la Premiile Oscar pentru cel mai bun actor și, respectiv, cea mai bună actriță în rol secundar, Youn câștigând la categoria sa.
Pe Rotten Tomatoes, 98% din 318 recenzii au fost pozitive, cu o notă medie de 8,7/10. Consensul criticilor site-ului spune: „Condus de interpretările impresionante ale lui Steven Yeun și Yeri Han, Minari oferă un portret intim și sfâșietor al familiei și asimilării în America anilor 1980.” Metacritic a atribuit filmului un scor mediu ponderat de 89 din 100, bazat pe 49 de critici, indicând „apreciere universală”.
A. O. Scott de la The New York Times a acordat filmului o recenzie pozitivă, scriind: „Minari este modest, specific și frugal, precum viețile pe care le analizează. Nu este nimic mărunt la el, însă, pentru că operează la adevărata scară a vieții.” Nicholas Barber de la BBC a acordat filmului o notă de 5/5, scriind: „Scris și interpretat cu sensibilitate, filmat frumos și cu o coloană sonoră fermecătoare, folosită cu moderație, Minari este atât de captivant încât este ușor să uiți cât de radical este.” Recenzând filmul pentru Associated Press, Lindsey Bahr i-a acordat filmului 4/4 stele, relatând: „Unul dintre marile triumfuri ale lui Minari este prezentarea copilăriei autentice. Acești copii nu sunt sfinți, înlocuitori sau purtători de cuvânt. Sunt propriile lor persoane.”
Robbie Collin de la The Telegraph a acordat filmului o notă de 4/5, scriind: „Povestea tandră a lui Lee Isaac Chung este un portret fin observat al relațiilor de familie și al valorilor rurale americane”. Benjamin Lee de la The Guardian a acordat, de asemenea, filmului nota 4/5, scriind: „Povestea autobiografică a unei familii coreeano-americane care încearcă să întrețină o fermă în zona rurală din Arkansas a devenit, pe bună dreptate, cel mai iubit film al festivalului”.
Cineastul Bong Joon-ho a lăudat filmul, spunând: „Cred că este nevoie de mult curaj pentru a filma un film despre tine sau despre familia ta, deoarece este autobiografic. Dar ceea ce am apreciat mai mult la acest film este că nu se cufundă în nostalgie. Este o poveste despre [Chung], dar există și un sentiment de distanță. Așadar, în loc să fie vorba despre istoria și povestea unei familii de imigranți coreeni, filmul poate atrage familiile din întreaga lume sau pe oricine încă mai poartă amintirile părinților săi”.
Minari a apărut pe 68 de liste de top zece de la sfârșitul anului ale criticilor, inclusiv pe primul loc pe cinci liste de la sfârșitul anului și pe locul al doilea pe nouă. În 2023, s-a clasat pe locul nouă în lista Collider cu „Cele mai bune 20 de filme dramatice din anii 2020 de până acum”. Marie Claire l-a inclus și pe lista sa cu „Cele mai bune 100 de filme din toate timpurile”.
Numărul din mai 2021 al revistei New York Magazine îl include pe Minari printre „Cele mai bune filme care au pierdut premiul pentru cel mai bun film la premiile Oscar”.
În 2024, site-ul web Looper l-a clasat pe locul 34 în lista sa cu „Cele mai bune 50 de filme PG-13 din toate timpurile”, scriind: „Toată lumea are o poveste de spus, iar filmul puternic și discret al lui Minari transmite magnific acest adevăr. Acesta nu este singurul loc în care viziunea regizorală a lui Chung impresionează, deoarece exemplele subtil detaliate de filmare a lucrurilor prin punctele de vedere ale altor personaje – precum și detaliile specifice ale fiecărui membru central al familiei – reflectă măiestria cu care acest proiect a fost conceput”.

## Premii
Minari a avut premiera la Festivalul de Film Sundance din 2020, unde a primit Marele Premiu al Juriului pentru Dramă din SUA și Premiul Publicului pentru Dramă din SUA. A fost numit unul dintre cele mai bune zece filme ale anului 2020 de către Institutul American de Film și Consiliul Național de Recenzie și a primit șase nominalizări la Premiile Academiei. De asemenea, a primit trei nominalizări la Premiile Screen Actors Guild, zece nominalizări la Premiile Critics' Choice Movie și șase nominalizări la Premiile Independent Spirit.
La cea de-a 78-a ediție a Premiilor Globul de Aur (acordate de Asociația Presei Străine de la Hollywood), filmul a câștigat premiul pentru Cel mai bun film străin. Determinarea faptului că filmul ar fi eligibil pentru această categorie, mai degrabă decât pentru Cel mai bun film – Dramă, bazată pe regula Globurilor conform căreia orice film cu peste 50% din dialoguri care nu sunt în limba engleză ar fi considerat un film străin, a stârnit controverse. Lulu Wang, al cărei film „Adio” a fost supus aceleiași reguli anul precedent, a scris: „Nu am văzut un film mai american decât #Minari anul acesta. Este o poveste despre o familie de imigranți, DIN America, care își urmărește visul american. Trebuie neapărat să schimbăm aceste reguli învechite care îi caracterizează pe americani ca fiind vorbitori exclusiv de limba engleză.” Autorul Viet Thanh Nguyen a scris că „decizia vorbește puternic despre ce face ca ceva – o limbă, o persoană sau o cultură – să fie străin”. Mulți alți cineaști, actori și autori, inclusiv Daniel Dae Kim, Simu Liu, Harry Shum Jr., Franklin Leonard, Phil Lord, Nia DaCosta, Celeste Ng, Min Jin Lee și Phillipa Soo, au criticat decizia din motive similare.